# لوردانا کاناتا
لورِدانا کاناتا (ایتالیایی: Loredana Cannata؛ زادهٔ ۱۴ ژوئیهٔ ۱۹۷۵) هنرپیشه سینما، تلویزیون و تئاتر اهل ایتالیا است.
از فیلم‌ها یا برنامه‌های تلویزیونی که وی در آن نقش داشته است می‌توان به جوانی، سرانجام، منزل، زیبایی زنان، گرگینه و سنسو ۴۵ اشاره کرد.